# ريمي هاي
ريمي هاي هو ممثل أسترالي ماليزي ولد في سنة 1986 لأب صيني ماليزي وأم بريطانية. بدأ التمثيل في سنة 2009، مثل في مسلسل رجل أفضل في سنة 2014 ومثل في مسلسل جيران ومسلسل ماركو بولو ومسلسل هارو، مثل في أفلام أغنياء آسيويون مجانين وفيلم سبايدرمان: بعيدا عن الوطن.

## روابط خارجية
- ريمي هاي على موقع IMDb (الإنجليزية)
- ريمي هاي على موقع قاعدة بيانات الفيلم (الإنجليزية)